# أناستاسيوس كيساس
أناستاسيوس كيساس (باليونانية: Αναστάσιος Κίσσας) (18 يناير 1988 بنيقوسيا في قبرص - ) هو لاعب كرة قدم قبرصي في مركز حراسة المرمى. شارك مع منتخب قبرص تحت 21 سنة لكرة القدم ومنتخب قبرص لكرة القدم. أما مع النوادي، فقد لعب مع نادي أبويل.

## مسيرته الكروية
لعب أناستاسيوس كيساس خلال مسيرته الاحترافية مع 3 أندية في ثلاثة عشر موسمًا ولم يسجل خلالها أي هدف ضمن 43 مباراة. حيث فاز في أربعة مواسم بالكأس وفي ستة مواسم بالدوري.
خاض أناستاسيوس كيساس مسيرته مع نادي أبويل في موسم 2007–08 ليلعب معه تسعة مواسم، مشاركًا في 18 مباراة ولم يسجل أي هدف. ثم انتقل إلى نادي أبولون ليماسول في موسم 2016–17 واستمر معه طيلة ثلاثة مواسم، حيث شارك في 7 مباريات ولم يسجل أي هدف أيضًا. لينتقل بعدها إلى نادي نيا سلاميس فاماغوستا في موسم 2019–20 لمدة موسم واحد، مشاركًا في 18 مباراة ولم يسجل أي هدف أيضًا.

## وصلات خارجية
- أناستاسيوس كيساس على موقع الاتحاد الأوربي (الإنجليزية)
- أناستاسيوس كيساس على موقع قاعدة بيانات كرة القدم.إي يو (الإنجليزية)
- أناستاسيوس كيساس على موقع ناشيونال فوتبول تيمز (الإنجليزية)
- أناستاسيوس كيساس على موقع Soccerway.com (الإنجليزية)
- أناستاسيوس كيساس على موقع عالم كرة القدم.نت (الإنجليزية)
- أناستاسيوس كيساس على موقع AS.com (الإسبانية)